# KTNN
KTNN és una emissora de ràdio AM (Ona mitjana) que emet en navaho des de Window Rock, Arizona, la seu del govern de la Nació Navajo. Emet música tribal navajo i àudio cerimonial navajo (powwow) danses i música ameríndia, així com música country i bluegrass en anglès. La majoria dels anunciants són bilingües i retransmeten en navaho i anglès.
L'emissora és famosa perquè fou l'última emissora d'AM als Estats Units que va rebre una llicència per a una estacio de 50.000 watts en freqüència canal clar de la Federal Communications Commission (FCC). El senyal d'emissió nocturna de KTNN cobreix un ampli sector de la regió occidental dels Estats Units, incloent vastes zones rurals del sud-oest dels Estats Units i de tots els 67.000 quilòmetres quadrats de la Nació Navajo.
Molts llars a l'àrea d'emissió de la KTNN no tenen accés a la televisió per cable i altres reben notícies de les xarxes d'estacions procedents d'Albuquerque i Farmington, Nou Mèxic, deixant una gran necessitat per a les notícies i la informació directament relacionada amb els que viuen en i al voltant de la Nació Navajo. Per tant, la seva cobertura de la KTNN compleix la intenció històrica darrere de la concessió de llicències de la FCC d'estacions de 50.000 watts 'poderoses', ja que aquestes llicències per a canals clars es van emetre originalment per a proporcionar un mitjà d'arribar a aquells que vivien a les zones rurals amb servei de ràdio fiable.
El senyal diürn de KTNN cobreix gran part dels estats de les Four Corners; per contra, el seu senyal de la nit es pot escoltar a la major part de l'oest dels Estats Units, arribant a llocs tan llunyans com la Costa Central de Califòrnia i fins i tot els països de tot el Pacific Rim. Durant la nit, l'estació utilitza una antena direccional per protegir el senyal de WFAN a Nova York, com ho exigeixen les normes de la FCC, ja que WFAN és una estació de Classe A (antigament Classe I-A) que emet en 660 kHz, mentre que KTNN és Classe B (antigament Classe II-A). Les emissores de Classe A com WFAN una àrea de servei ionosfèrica nocturna protegida (secundària), però les estacions de classe B no la tenen.